# Enteroplax
Enteroplax is een geslacht van weekdieren uit de klasse van de Gastropoda (slakken).

## Soort
- Enteroplax quadrasi (Moellendorff, 1893)